# Tipula flavoannulata
Tipula flavoannulata är en tvåvingeart som beskrevs av Jacobs 1900. Tipula flavoannulata ingår i släktet Tipula och familjen storharkrankar. Inga underarter finns listade i Catalogue of Life.